# Länsväg 182
Länsväg 182 går mellan Vårgårda och Timmele.
Den möter följande vägar:
- nära E20
- Riksväg 42
- Länsväg 183
- Riksväg 46
- nära Riksväg 40

Från riksväg 46 i Timmele strax norr om Ulricehamn stiger länsväg 182 kraftigt uppför Ätradalens västsluttning och passerar sedan Älmestad/Hällstad i de nordvästra utkanterna av Ulricehamns kommun. På avstånd syns Murums kyrka norr om väg 182, medan Ods kyrkby passeras utom synhåll från länsvägen. Från Ods vägskäl utgår en övrig länsväg mot sydväst i riktning mot Borgstena vid länsväg 183.
Närmaste större samhälle är Annelund i Herrljunga kommun, där väg 182 passerar rakt igenom tätorten.
Väster om Annelund passeras Mörlanda villasamhälle och därefter Ljungs stationssamhälle vid järnvägslinjen Borås-Herrljunga, vilken i plan korsar väg 182. Väg 182 fortsätter sedan förbi Grude kyrkby, där länsväg 183 mot Herrljunga ansluter. 
Länsvägarna 182 och 183 följs sedan åt på en kortare sträcka innan länsväg 183 viker av söderut mot Borgstena och Fristad samt vidare söderut mot Borås (via riksväg 42).
Väg 182 fortsätter sedan västerut förbi avtagsvägar mot Askelanda, Ornunga och Kvinnestad kyrkbyar innan den når riksväg 42 i en fyrvägskorsning strax söder om Vårgårda och E20.
Förutom en relativt nybyggd vägsträcka söder om Annelund är merparten av länsväg 182:s sträckning smal och kurvig med en stor mängd anslutande vägar och fastighetsutfarter.

## Historia
På 1940-talet infördes vägnummer i Sverige och då gavs nummer 182 till sträckan Vårgårda - Timmele.